# SS Manhem
SS Manhem är Göteborgs största schackklubb med över 400 medlemmar. Klubben bildades 1906 och har numera sina lokaler i Schackcentrum på Vegagatan i Göteborg (som klubben delar med Göteborgs Schackförbund). SS Manhem är också en av Sveriges främsta klubbar och blev 1995 och 1997 tvåa i Elitserien och man ligger trea i Elitseriens maratontabell. Klubben vann Kadettallsvenskan 1991 och 1993 och Juniorallsvenskan 1991, 1996 och 2004. Klubben har tagit ett hem flera sverigemästartitlar för juniorer, bland annat Hans Brodén 1954, Rickard Winsnes 1985 (i Uppsala), Joel Åkesson 1997 (i Haninge), och Isak Storme 2019 (i Eskilstuna). Klubben har också bredd och andralaget har tre gånger vunnit division 1, den näst högsta serien. Totalt har klubben runt 15 lag i schackets seriesystem - flest i landet. Klubben har gjort sig känd som en flitig tävlingsarrangör såväl av interna och externa tävlingar (Manhems Schackvecka och Göteborg Open, Kvibergspelen i Prioritet Sernneke Arena, m fl) som förbundstävlingar tillsammans med eller på uppdrag av Sveriges Schackförbund (Schack-SM, Skol-SM, Veteran-SM, Talangjaktsfinalen, Kadett- och Juniorallsvenskan m fl).  